# بريانغ كايو
بريانغ كايو (بالإنجليزية: Bryang Kayo)‏ هو لاعب كرة قدم أمريكي من أصول كاميرونية، من مواليد 27 يوليو 2002. يشغل مركز خط الوسط، ويلعب حاليا بنادي فولفسبورغ الألماني.

## روابط خارجية
- بريانغ كايو على موقع قاعدة بيانات كرة القدم.إي يو (الإنجليزية)
- بريانغ كايو على موقع Soccerway.com (الإنجليزية)
- بريانغ كايو على موقع عالم كرة القدم.نت (الإنجليزية)